# Miss January
Miss January ist ein Gemälde von  Marlene Dumas aus dem Jahr 1997. Es wird als ihr Opus magnum bezeichnet und erzielte im Jahr 2025 mit 13,6 Millionen US-Dollar Hammerpreis den höchsten je bei einer Auktion erzielten Preis für das Werk einer lebenden weiblichen Künstlerin.

## Beschreibung
Miss January zeigt eine weibliche Figur vor einem fast monochrom schwarzen Hintergrund, nackt ab der Taille abwärts. Sie hat schulterlanges blondes Haar mit einer Ponyfrisur und ist stark geschminkt. Sie trägt ein ärmellanges Shirt aus einem dunklen Spitzenstoff, der die Brustwarzen durchschimmern lässt. Der Blick des Betrachters wird gezielt auf das Schamhaar der Frau gelenkt. Ein auffälliges Detail ist eine einzelne rosafarbene Socke an ihrem rechten Fuß, der andere Fuß tänzelt auf dem Socken auf dem Fußboden. Diese Elemente erinnern an Details aus typischen Pin-up-Darstellungen, bei denen subtile Accessoires oft eine besondere symbolische Bedeutung tragen. Das Gemälde in einem schlanken Hochformat ist monumental angelegt und misst 2,82 Meter.
Typisch für Marlene Dumas ist die Verwendung öliger, jedoch wässrig wirkender Farben, welche den dargestellten Körpern eine transluzente und beinahe immaterielle Qualität verleihen. Diese Maltechnik verstärkt den Eindruck von Verletzlichkeit und Vergänglichkeit, die zentrale Themen in ihrem Werk sind.

## Interpretation und kunsthistorische Einordnung
Im Kontext des dumasschen Gesamtwerks lässt sich Miss January im Grenzbereich zwischen Erotik, Pornografie und Kunst ansiedeln. Das Bild diskutiert, in Anlehnung an Julia Kristevas Konzept der Abjektion, den Umgang mit sexuellem Begehren, Voyeurismus und der Spannung zwischen Anziehung und Abstoßung. Dumas fordert die Betrachtenden somit zur Hinterfragung des gesellschaftlichen Umgangs mit nacktem Fleisch und der damit verbundenen ideologischen Zwänge auf. Miss January ist Teil einer umfangreicheren „Miss“-Serie, in welcher die Künstlerin stereotype Darstellungen subversiv interpretiert. Dumas hinterfragt traditionelle männliche Sehgewohnheiten und die Objektivierung des weiblichen Körpers, indem sie zugleich Erotik, Ironie und eine gewisse Lässigkeit miteinander verbindet. Miss January erinnere visuell, so schreibt der Kunstkritiker Marius Crous in dem Internetjournal Sabinet, an die Musikerin Courtney Love, die in den 1990er-Jahren als provokante Antiheldin bekannt war. Diese Anspielung verleihe dem Werk eine rockige und weniger düstere psychologische Dimension im Vergleich zu anderen Gemälden von Dumas.
Miss January steht kunsthistorisch in der Tradition feministischer figurativer Malerei der 1990er-Jahre. Es bricht mit etablierten Darstellungsformen des weiblichen Aktes, indem es konventionelle Sehgewohnheiten durch formale Innovation und ironische Elemente herausfordert. Das Gemälde wurde als Dumas’ Opus magnum bezeichnet, da es sowohl die meisterhafte Darstellung des weiblichen Körpers als auch die kritische Hinterfragung seiner traditionellen Darstellung verkörpert.
Am 14. Mai 2025 erzielte Miss January bei einer Auktion von Christie’s in New York einen Preis von 13,6 Millionen US-Dollar. Damit stellte es den bisherigen Rekord für das teuerste jemals bei einer Auktion verkaufte Werk einer lebenden weiblichen Künstlerin auf und übertraf den bisherigen Rekordhalter Propped der Künstlerin Jenny Saville aus dem Jahr 2014 (12,4 Millionen US-Dollar). Das Werk wurde anonym ersteigert und stammte aus der Privatsammlung des Sammlerpaares Mera und Don Rubell.

## Rezeption
Das Gemälde wurde in der Kunstwelt kontrovers diskutiert. Einerseits lobten Kritiker die virtuose Technik Dumas’ und ihre kritische Auseinandersetzung mit Darstellungsnormen; andererseits wurde der hohe Verkaufspreis als Symptom einer fragwürdigen Kunstmarkttradition interpretiert, in der insbesondere nackte Darstellungen von Frauen Höchstpreise erzielen.
Auch die Diskrepanz zwischen Rekordpreisen weiblicher und männlicher Künstler wurde beispielsweise in der taz-Kritik thematisiert: Werke männlicher Gegenwartskünstler erzielen noch immer bedeutend höhere Preise. So wurde etwa Gerhard Richters Werk Abstraktes Bild (599) bereits 2015 für 44,5 Millionen US-Dollar verkauft.